# Станція-Охотнича
Станція-Охотнича (рос. Станция-Охотничья) — селище в Ульяновському районі Ульяновської області Російської Федерації.
Населення становить 743 особи. Входить до складу муніципального утворення Зеленорощинське сільське поселення.

## Історія
Від 2004 року входить до складу муніципального утворення Зеленорощинське сільське поселення.

## Населення
| 2010 |
| ---- |
| 743  |